# Ribeira das Cavacas
A Ribeira das Cavacas é um curso de água português, localizado na freguesia açoriana do São João, concelho das Lajes do Pico, ilha do Pico, arquipélago dos Açores.
Tem a sua origem a cerca de 1200 metros de altitude em plena Montanha do Pico. O seu percurso, está entre os mais extensos das ribeiras do Pico, passa junto ao Cabeço do Moiro, do Cabeço do Coiro, do Cabeço das Brindeiras, e do Cabeço do Escalvado, atravessa zonas de forte povoamento florestal onde existe uma abundante floresta endémica típica da Laurissilva e característica da Macaronésia. Esta ribeira que estabelece um dos limites do Parque Natural da Ilha do Pico tem a característica de não chegar ao Oceano Atlântico uma vez que as suas águas se perdem nas zonas de forte presença rochosa recente do Pico da Urze.